# Pheidole rabo
Pheidole rabo är en myrart som beskrevs av Auguste-Henri Forel 1913. Pheidole rabo ingår i släktet Pheidole och familjen myror. Inga underarter finns listade i Catalogue of Life.